# Viasat Film
A Viasat Film (2017-től 2022-ig Sony Movie Channel) az Antenna Group mozicsatornája. A csatorna 2017. október 3-án indult el Magyarországon a Sony Max-szal egyidőben. Az AXN Black helyén indult el, amely 2013. október 1-ig AXN Sci-Fi néven működött. 2022. március 24-én vette fel jelenlegi nevét.

## Története

### Sony Movie Channel
A csatorna előzményei 2017. augusztus 3-án jelentkeztek, amikor a Sony Pictures Television International (SPTI) bejelentette, hogy 2017 októberében újrapozicionálja és átnevezi Magyarországon az AXN két tematikus adóját.
Az AXN Black helyén 2017. október 3-án 04:00-kor elindult ténylegesen a csatorna, kétórás teleshoppal, a hivatalos adás pedig 06:05-kor indult el a Flúgos futam című magyar reality 10. adásával.
A csatorna Közép-Európában csak Magyarországon érhető el, más országokban továbbra is az AXN Black fogható. Viszont a Sony Movie Channel az Amerikai Egyesült Államokban és Portugáliában is fogható, előbbi országban Sony Movies, az utóbbiban AXN Movies néven. Korábban az Egyesült Királyságban is elérhető volt 2021 májusáig, amikor a Narrative Capital megvásárolta és Great! Moviesra nevezte át.
A csatorna főként a 20th Century Studios, a Lions Gate Entertainment, a Metro-Goldwyn-Mayer, a Paramount Pictures, a Sony Pictures, a Universal Pictures, a Walt Disney Pictures és a Warner Bros. filmjeit vetíti, emellett több, főként filmek alapján készült sorozatok is műsorra kerülnek.
2019. október 13-án Nagy-Britanniából az esetleg bekövetkező brexit miatt Spanyolországba költözött és a rombuszszerű besorolást használja (+12, +16, +18 hangjelzéssel) 2023-tól néhány műsor alatt azonban a Kijkwijzer féle korhatár besorolást használja.
A csatorna reklámidejét 2019. december 31-ig az Atmedia értékesítette, 2020. január 1-től az RTL Saleshouse értékesíti.

### Viasat Film

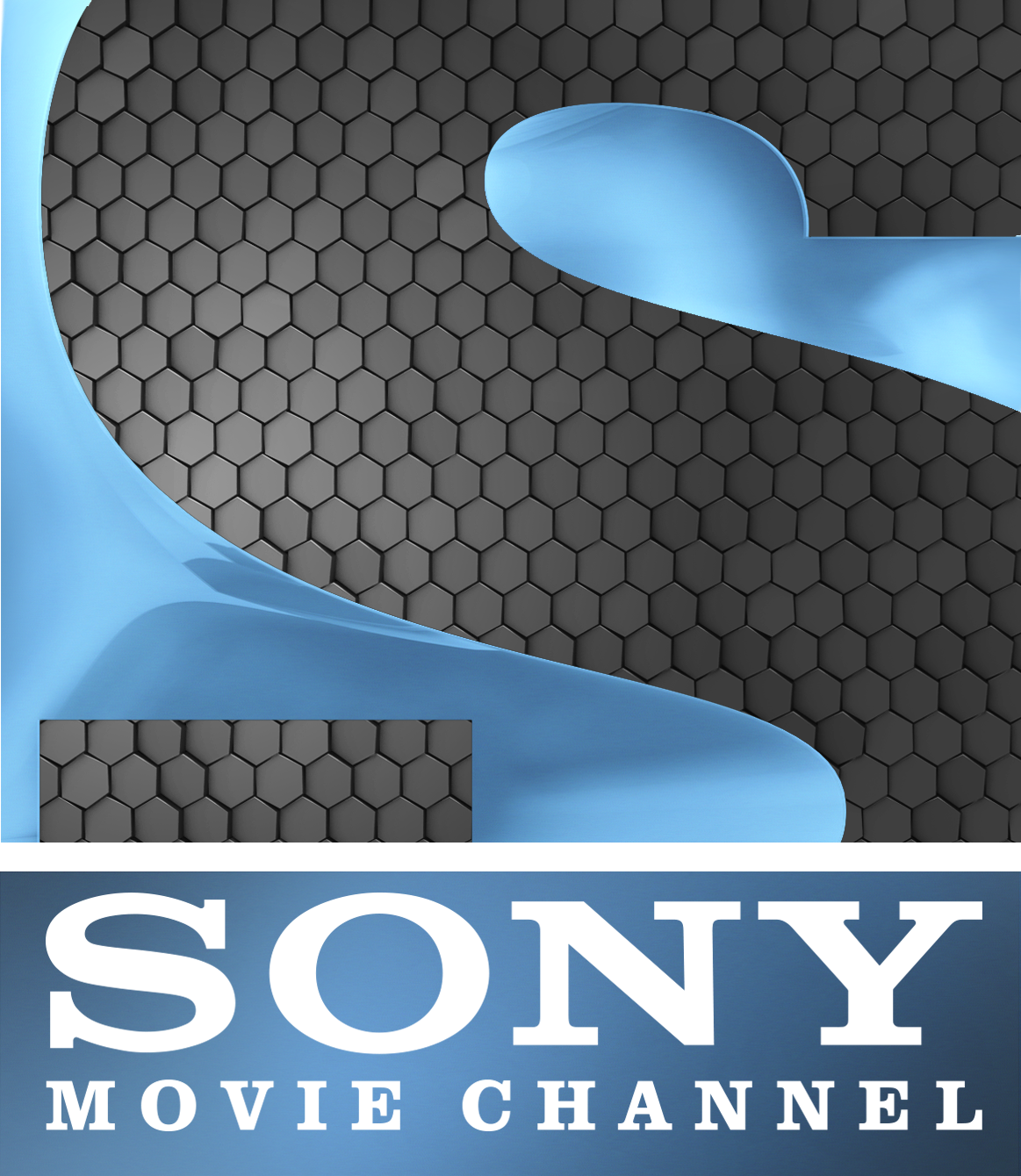
A csatorna logója Sony Movie Channel-ként

2021. november 22-én az Antenna Group bejegyezte a Viasat Movie nevet a Szellemi Tulajdon Nemzeti Hivatalánál, mely alapján sejteni lehetett a csatorna névváltását. Oka az, hogy az új tulajdonos csak átmenetileg használhatta a "Sony Max" és a "Sony Movie Channel" neveket. A végleges név azonban a Viasat Film lett, amelyet 2022. január 27-én védtek le. A csatorna névváltását február 11-én jelentették be, logóját a hónap 15-én védték le. A csatorna jelenlegi nevét 2022. március 24-én vette fel.

## Érdekesség
2012 és 2015 között a skandináv országokban is működött egy azonos nevű csatorna, azonban a két csatorna mind arculatilag, mind műsorrendileg teljesen eltérő volt. A skandináv verzió 2012. március 1-én indult el (a TV1000 helyén). Kezdetben a tulajdonos a Modern Times Group volt. 2018-ban a csatornát megvásárolta a Nordic Entertainment Group és V Film Premiere-re nevezte át 2020. június 1-én.